# Phyllonycteris
Phyllonycteris is een geslacht van zoogdieren uit de familie van de bladneusvleermuizen van de Nieuwe Wereld (Phyllostomidae). De wetenschappelijke naam van het geslacht werd in 1861 gepubliceerd door Juan Gundlach.

## Soorten
Er worden 2 soorten in dit geslacht geplaatst:
- Phyllonycteris aphylla (G. S. Miller, 1898)
- Phyllonycteris poeyi Gundlach, 1861